# Герой-любовник (фильм)
«Герой-любовник» (англ. Loverboy) — молодёжная комедия 1989 года.

## Сюжет
Рэнди (Патрик Демпси) отвратительно учится в колледже, постоянно торчит на вечеринках, никак не может разобраться в отношениях со своей девушкой Дженни (Нэнси Уолен) и найти общий язык с родителями. Отец решил, что Рэнди пора браться за ум и устроил его в пиццерию. Теперь Рэнди с большими накладными усами разъезжает в смешном фургончике и развозит пиццу. Среди клиенток попадаются и состоятельные, не слишком молодые, но весьма любвеобильные особы. Рэнди сам не заметил, как очутился в водовороте адюльтеров и амурных похождений. Рэнди становится почти профессиональным жиголо.

## В ролях
- Патрик Демпси — Рэнди Бодек
- Кейт Джексон — Диана Бодек
- Роберт Гинти — Джо Бодек
- Нэнси Уолен — Дженни Гордон
- Дилан Уолш — Джори Тэлбот
- Барбара Каррера — Алех Барнетт
- Берни Коулсон — Сэл
- Рэй Джирардин — Генри
- Роб Камиллетти — Тони
- Вик Тайбэк — Гарри Брукнер
- Ким Мийори — Кайоко Брукнер
- Роберт Пикардо — Рид Палмер
- Кёрсти Элли — доктор Джойс Палмер
- Питер Коч — Клод Дэленси
- Кэрри Фишер — Моника Дэленси
- Элизабет Дэйли — Линда

и др.